# Frederick Traugott Pursh
Frederick Traugott Pursh (Großenhain, 4 de fevereiro de 1774 – Montreal, 11 de julho de 1820) foi um botânico germano-estadunidense.

## Biografia
Nascido em Großenhain, Saxônia, com o nome de Friedrich Traugott Pursh, foi educado no Jardim Botânico de Dresden e emigrou para os Estados Unidos em 1799. De 1802 a 1805, trabalhou em Filadélfia como gerente botânico dos extensos jardins de William Hamilton, Esq., "The Woodlands". Em 1805, trabalhava para Benjamin Smith Barton na nova flora da América do Norte, e com ele estudou as plantas coletadas na Expedição de Lewis e Clark. Seu trabalho com Barton permitiu que viajasse para mais longe. Em 1805, viajou para o sul de Maryland para as Carolinas e, em 1806, viajou para o norte das montanhas da Pensilvânia a New Hampshire. Fez as duas viagens principalmente a pé, apenas com seu cachorro e uma arma, cobrindo mais de três mil milhas a cada temporada.
A proposta de flora de Barton nunca foi escrita, mas Pursh, que então se mudou para Londres, Inglaterra, deu uma grande contribuição à botânica norte-americana em seu Flora americae septentrionalis; ou A Systematic Arrangement and Description of The Plants of North America (com datas variadas conforme publicado em 1813 ou 1814). Ele então retornou à América, mudando-se para o Canadá em 1816. Estudou muito em Quebec, mas todo o material que ele acumulou foi destruído por um incêndio antes que pudesse ser organizado em uma forma adequada para publicação. Suas esperanças de realizar mais trabalhos importantes foram impedidas por problemas de saúde devido ao alcoolismo.
Estava tão desamparado quando morreu em Montreal que suas despesas com o funeral tiveram que ser custeadas por seus amigos. Seus restos mortais permaneceram no cemitério de Papineau Road até 1857, quando foram transferidos para o cemitério Mount Royal. Um monumento adequado foi pago por assinatura, com o seguinte texto:
Frederick Pursh,
Obt. 1820, AEt. 46.
Erected
By Members of the
Natural History Society
of Montreal
1878.

Seu nome é comemorado no gênero Purshia (bitterbush) e em várias espécies, por exemplo, Rhamnus Purshiana.